# Bourg-et-Comin
Bourg-et-Comin é uma comuna francesa na região administrativa de Altos da França, no departamento de Aisne. Estende-se por uma área de 5,12 km². Em 2010 a comuna tinha 828 habitantes (densidade: 161,7 hab./km²).